# Nonnhof (Birgland)
Nonnhof ist ein Gemeindeteil von Birgland im Landkreis Amberg-Sulzbach in der bayerischen Oberpfalz.

## Geografie
Der Weiler im Norden des Oberpfälzer Jura ist einer von 42 amtlich benannten Gemeindeteilen der Gemeinde Birgland im westlichen Teil der Oberpfalz. Das auf einer Höhe von 516 m ü. NHN gelegene Nonnhof ist etwa viereinhalb Kilometer von dem ostsüdöstlich liegenden Pfarrdorf Illschwang entfernt, in dem die Birglander Gemeindeverwaltung ihren Sitz hat.

## Geschichte

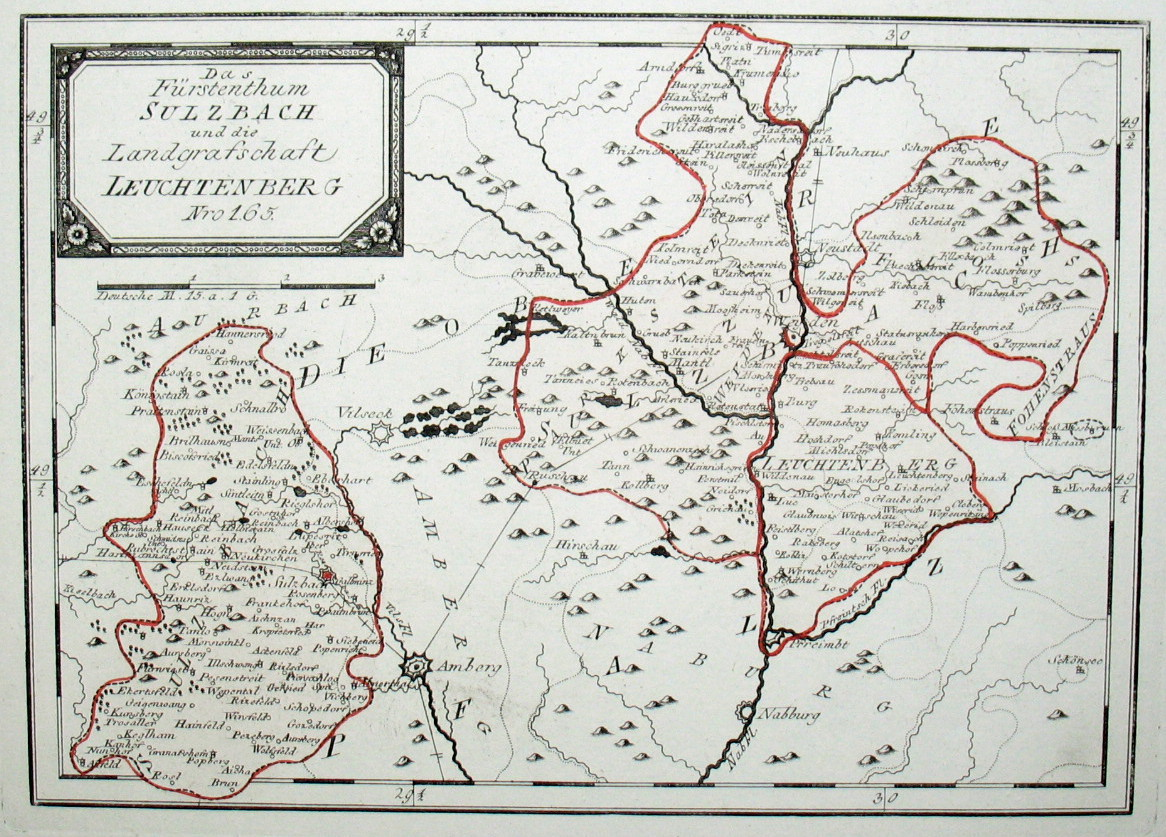
Das Territorium des Herzogtums Sulzbach mit dem Gebiet des Landrichteramtes Sulzbach im Südwesten

Zum Ende des Heiligen Römischen Reiches unterstand der bis 1777 kurpfälzische Weiler der Landeshoheit des Kurfürstentums Pfalzbaiern. Er gehörte dabei zum Landrichteramt Sulzbach, dem südwestlichen Teil des wittelsbachischen Herzogtums Sulzbach. Die katholischen Einwohner des damals aus vier Anwesen bestehenden Ortes waren der Pfarrei in Heldmannsberg zugeordnet, die evangelischen Einwohner  der in Fürnried.
Durch die Verwaltungsreformen zu Beginn des 19. Jahrhunderts im Königreich Bayern wurde Nonnhof mit dem Zweiten Gemeindeedikt im Jahr 1818 ein Bestandteil der Landgemeinde Sunzendorf, zu der auch die Orte Ammersricht, Dollmannsberg, Höfling, Reichenunholden und Rothsricht gehörten. Im Zuge der kommunalen Gebietsreform in Bayern in den 1970er Jahren wurde Nonnhof zusammen mit der Gemeinde Sunzendorf am 1. Mai 1978 in die sechs Jahre vorher gebildete Flächengemeinde Birgland eingegliedert. Im Jahr 1987 zählte das aus fünf Anwesen bestehende Nonnhof 28 Einwohner.

## Verkehr
Die aus dem Nordosten vom Illschwanger Gemeindeteil Bachetsfeld kommende Kreisstraße AS 36 durchquert den Ort und führt weiter nach Fürnried. Der ÖPNV bedient den Weiler an einer Haltestelle der Buslinie 24 des VGN. Der am schnellsten erreichbare Bahnhof befindet sich in Sulzbach-Rosenberg an der Bahnstrecke Nürnberg–Schwandorf.

## Persönlichkeiten
- Johann Bär (1855–1936), Politiker